# Sainte-Radégonde-des-Noyers
Sainte-Radégonde-des-Noyers è un comune francese di 800 abitanti situato nel dipartimento della Vandea nella regione dei Paesi della Loira.

## Società

### Evoluzione demografica
Abitanti censiti